# عقبة بن عمرو
عقبة بن عمرو معروف به ابومسعود بدری از صحابه محمد، پیامبر اسلام و از بدریون بود. او همچنین از یاران علی بن ابی طالب بود که در زمانی که علی عازم نبرد صفین شد، وی را به عنوان حاکم کوفه منصوب کرد. 
در برخی منابع منقول است که وی بعداً ترجیح داد که بین علی و معاویه کسی پیروز جنگ نشود و علی او را معزول کرد و او از علی کناره گرفت.